# Agostino Penna

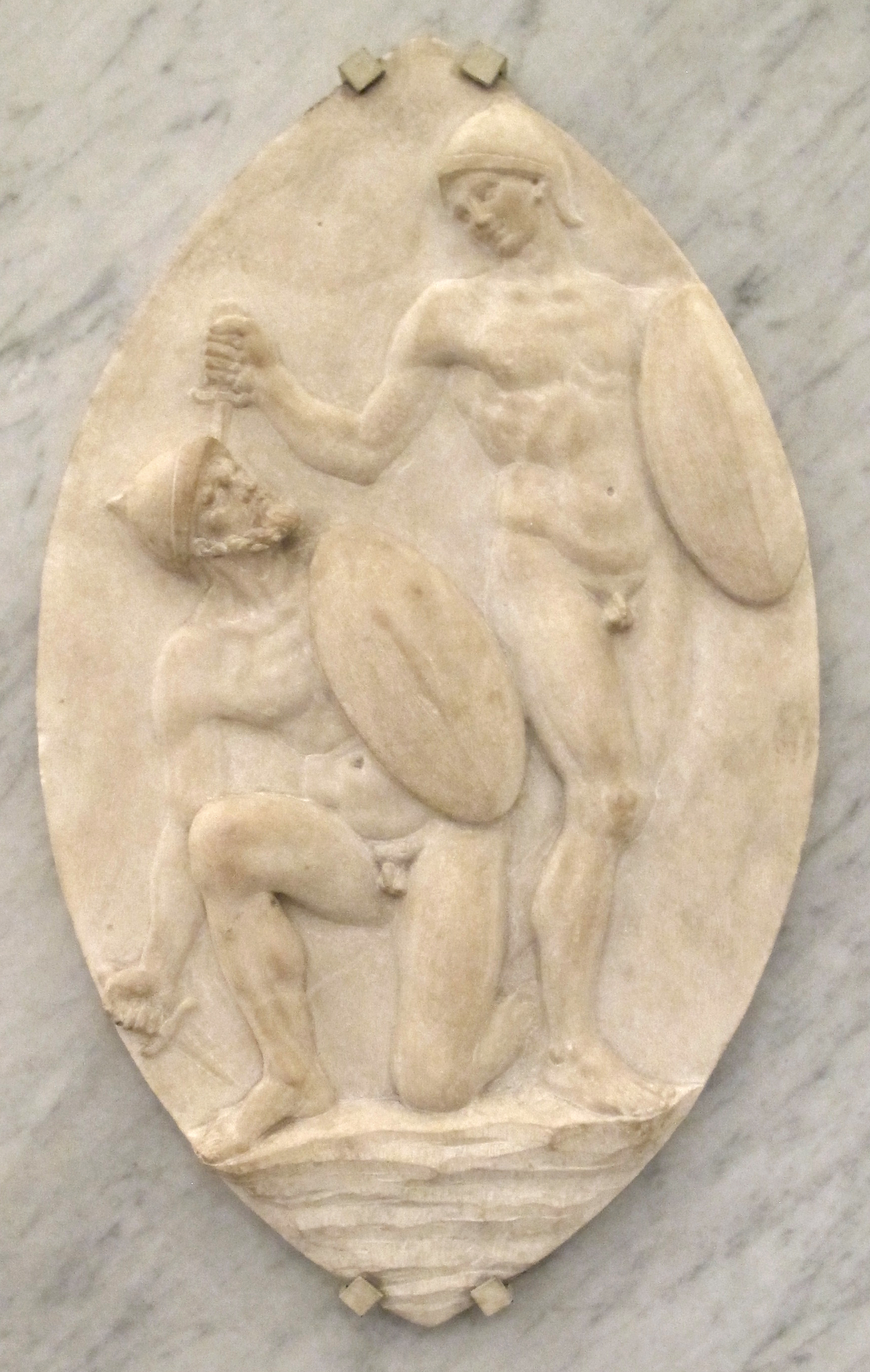
Agostino Penna, Esercizi ginnici, 1782 ca., Gladiatori

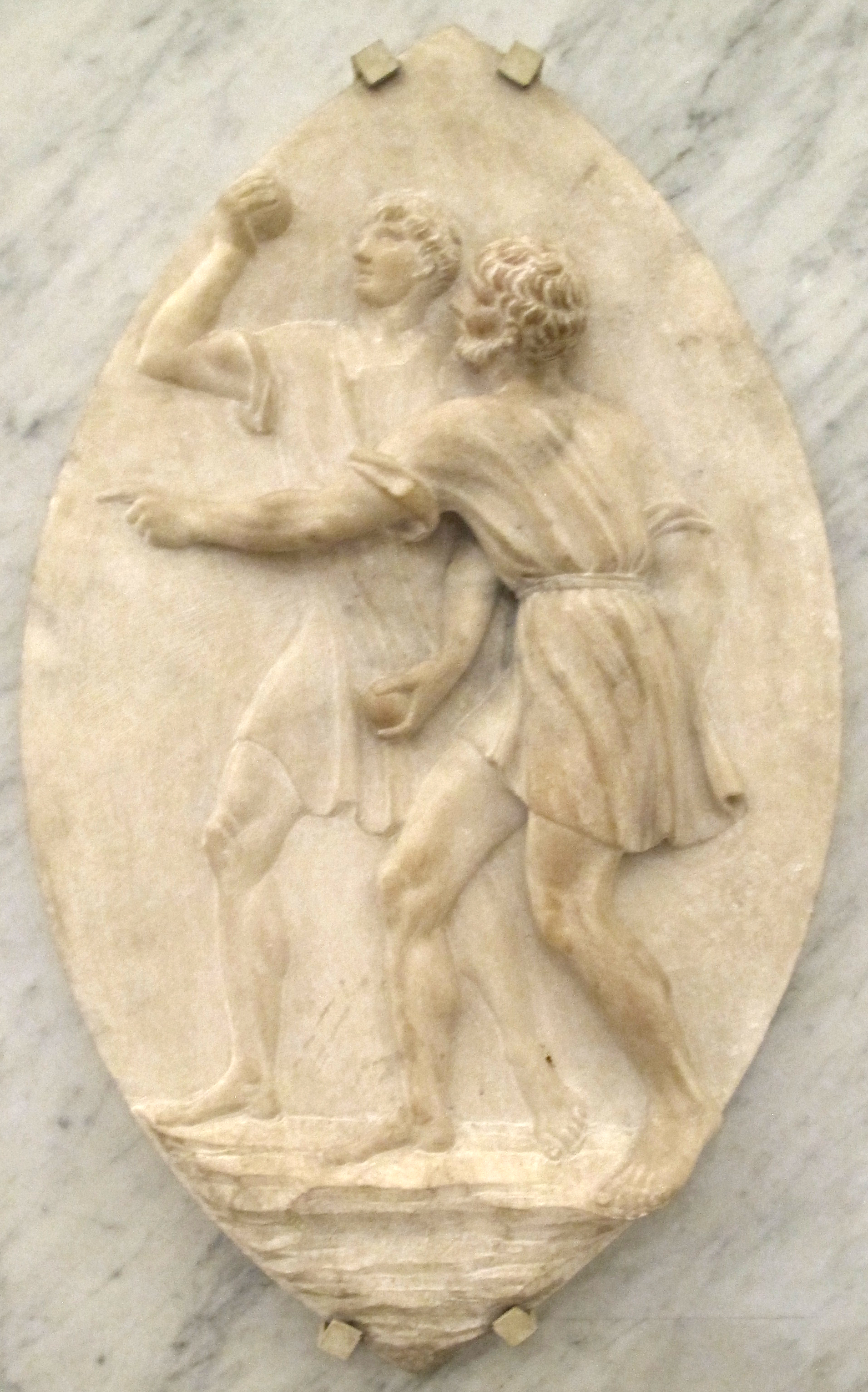
Agostino Penna, Esercizi ginnici, 1782 ca., Giocatori di bocce

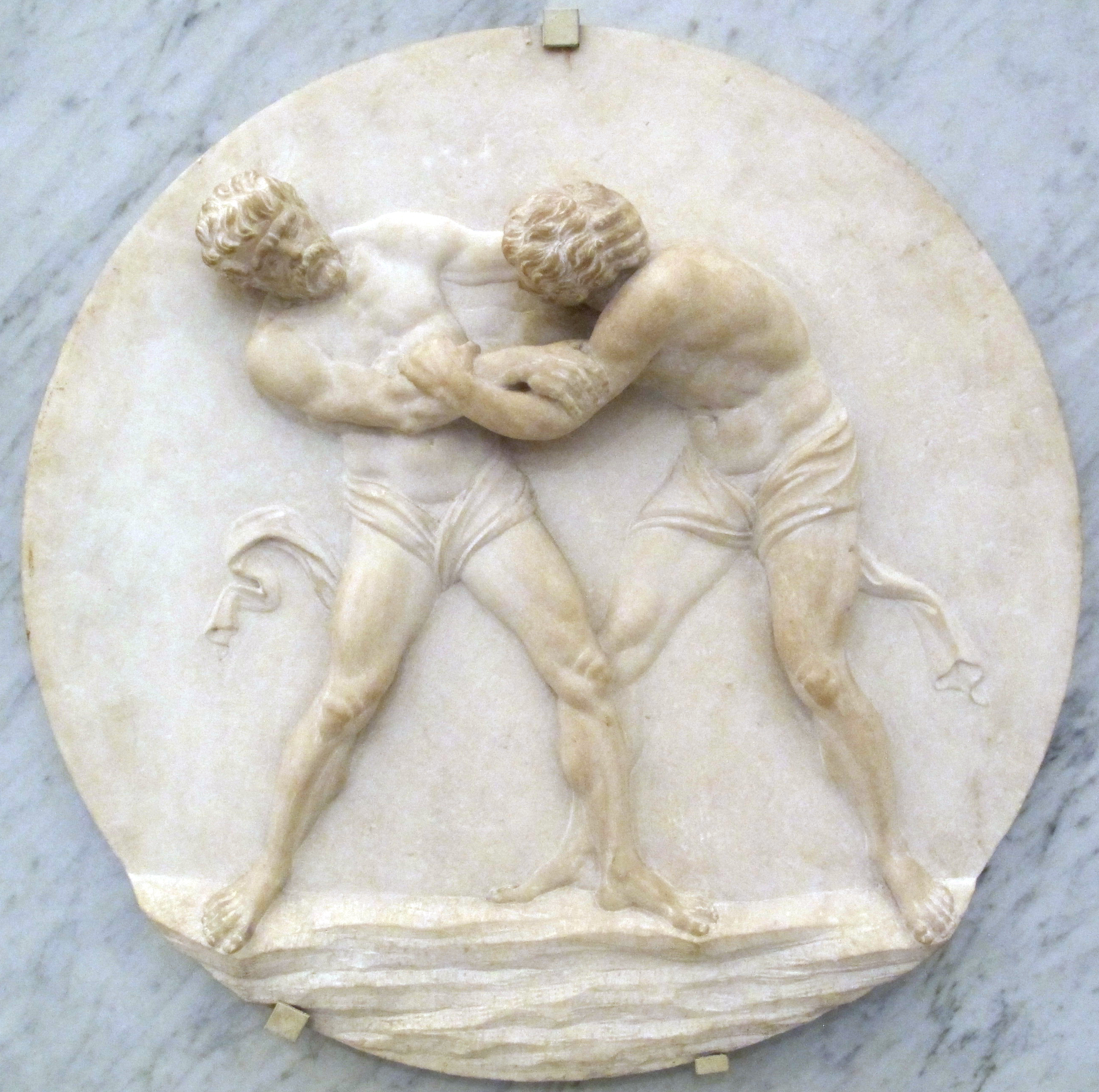
Agostino Penna, Esercizi ginnici, 1782 ca., Lottatori

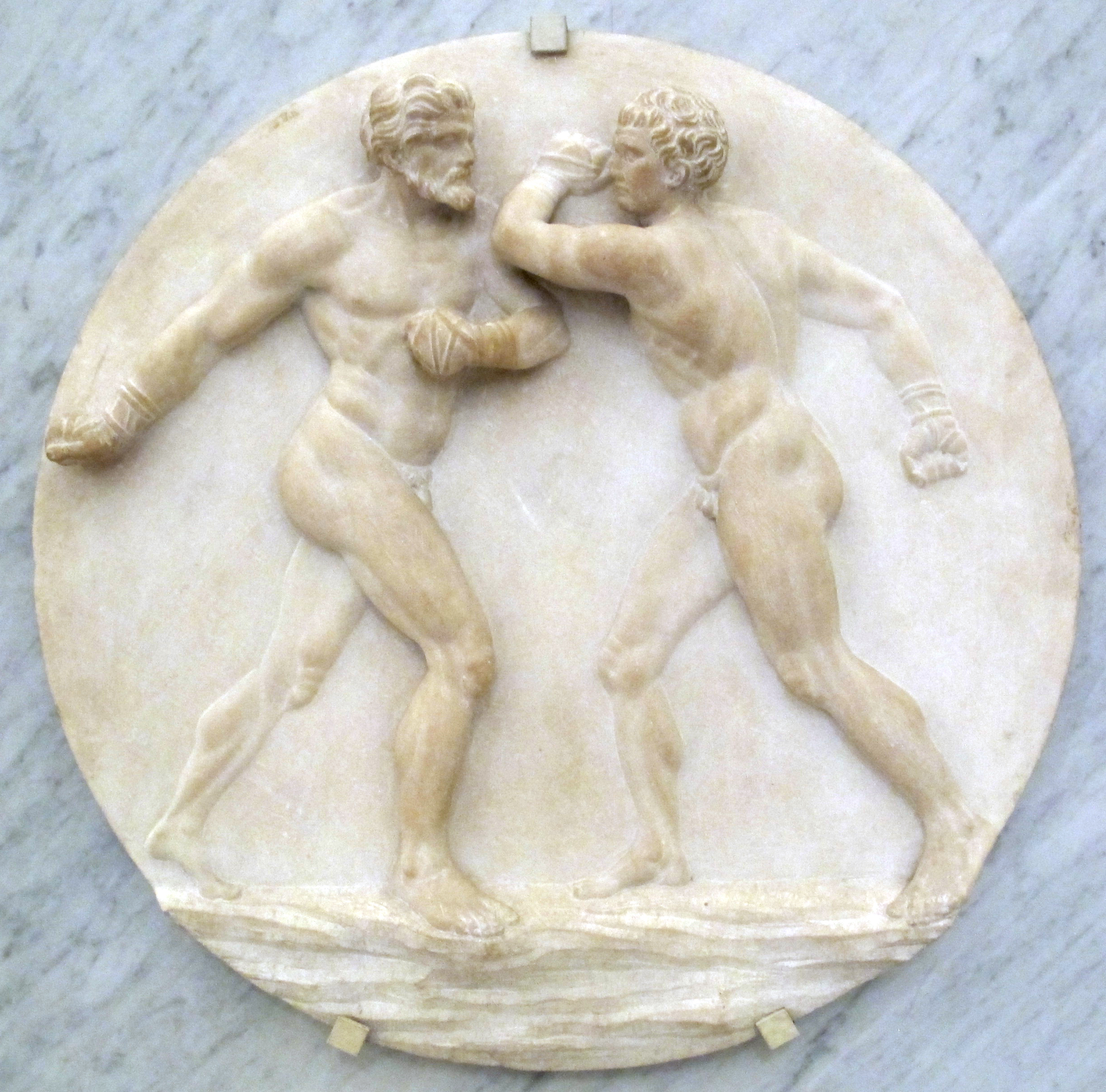
Agostino Penna, Esercizi ginnici, 1782 ca., Pugili

Agostino Penna (Roma, 12 agosto 1728 – Roma, 9 marzo 1800) è stato uno scultore,  restauratore e mercante di opere d'arte italiano.

## Biografia
Nacque da Stefano, bolognese, suonatore di violoncello, e da Rosa Coterla, figlia di Giovanni, savoiardo. Ebbe come padrino di cresima Michel-Ange Slodtz, che forse fu suo maestro. Sposò Anna Bertoletti, da cui ebbe sei figli, tra cui Francesco (n. 1764), che sarà architetto. Era amico di Vincenzo Pacetti, che gli tenne a battesimo il figlio Stefano.

### Esordi come scultore e come mercante d'arte
Tra il 1765 e il 1768 scolpì due angeli, per la cappella della Madonna, nella Basilica dei Santi Ambrogio e Carlo al Corso; ma Francesco Leopoldo Cicognara ne ha messo in dubbio l’attribuzione. Era anche mercante d'arte e intermediario per gli Altieri e per i Borghese. Nel 1767 Penna possedeva un sarcofago con le Amazzoni, oggi nel Gabinetto dell’Hermes, in Vaticano. Nel 1768 fu abilitato ad effettuare stime, a pagamento.
Nel 1771 Penna realizzò i due angeli in stucco, per cappella del Cuore immacolato di Maria e del Corpus Domini, in Sant'Eustachio, a Roma. L'anno successivo ritrasse Maria Flaminia Odescalchi Chigi, per il monumento sepolcrale nella Basilica di Santa Maria del Popolo, e ne realizzò una replica a medaglione, che ora è a Palazzo Chigi (Ariccia). 
Nel 1773 firmò la perizia sugli interventi di ripristino, fatti da Gaspare Sibilla, su marmi antichi del nuovo Museo Pio-Clementino. Restaurò, tra il 1773 e il 1777, una Venere e un tripode antico e, tra il 1774 e il 1775, le statue di Achille e di Mercurio per la Villa Pinciana, statue che sono oggi al Louvre.
Scolpì nel 1775 il ritratto del duca di York, che è nella biblioteca del Seminario di Frascati, e lo replicò in tre diverse versioni. Nel 1775 Penna, insieme a Vincenzo Pacetti, a Tommaso Righi e a Ferdinando Lisandroni, realizzò una macchina pirotecnica, detta Fucina di Vulcano, su disegno di Pietro Camporese, commissionata dal principe Sigismondo Chigi per l’arrivo di Massimiliano d'Asburgo-Lorena. Nel 1776 presentò un modellino, per il monumento funebre di Clemente XIII Rezzonico, che tuttavia non realizzò. 
Tra il 1779 e il 1782 Penna, per Villa Medici, restaurò due statue in marmo di Venere e una di Giove (ora a Varsavia) e tre figure femminili che sorreggono un vaso di alabastro.

### Per i Borghese
I principi Borghese gli ordinarono il restauro del rilievo Marco Curzio che si getta nella voragine del Foro Romano e l’esecuzione dei Quattro satiri in stucco, per le nicchie, non più esistenti, della Sala del Sileno. Penna restaurò i putti e gli animali di stucco, delle fontane secentesche a Palazzo Borghese. Con la collaborazione dell'allievo Francesco Carradori, scolpì quattro figure femminili, in stucco bianco, come sovra-porte del salone d'ingresso, e inoltre Due putti con Drago e Due putti con Aquila (le figure presenti dello stemma Borghese). Eseguì due cammei, sopra i pilastri della Galleria degli Imperatori, su disegno di Tommaso Conca. Nel 1779 fece due rilievi in stucco, Venere sul mare e Nereo e Nereidi, e due coppie di putti in marmo, come sovra-porte.
1780 Penna fece i rilievi dei gruppo scultorei Favola di Alope, Laudamia e Protesilao, e Nozze di Peleo e Tetide, (da un sarcofago di Villa Albani) e i I figli di Medea portano doni avvelenati a Creusa, che furono collocati sulle pareti della sala di Paolina, nella Galleria Borghese, a Roma. Nel 1781 realizzò la Musa Polimnia, su modello dell’Apoteosi di Omero, rilievo greco che era dei Colonna e che oggi è al British Museum. Eseguì quattro rilievi - Gioco della palla, I gladiatori, La lotta  e Il pugilato - per il basamento della statua del Gladiatore. Tra il 1782 e il 1784 Penna realizzò le nuove statue di Elena e Paride, per il casino Borghese. Nel 1786 eseguì, in stucco, il frontone del Tempio di Esculapio, nel giardino del lago di villa Borghese: rappresenta l'arrivo a Roma del serpente del dio della Medicina. Scolpì anche la ninfa Tungria, a lato del Tempio di Esculapio. Realizzò la copia del Satiro con flauto capitolino, ed eseguì il rilievo del camino, in rosso antico, per la sala XX del casino Borghese, riproducendo la Lustratio dell’Ara di Domizio Enobarbo che oggi è al Louvre.

### Per altri committenti
Penna ricevette l’incarico della statua di Pio VI, per la Sacrestia Vaticana. Nel 1798 Vincenzo Pacetti valutò se, per esigenze politiche, la statua poteva essere trasformata in un San Pietro o in un Bruto. Ma la scultura di Penna si salvò. 
Nel 1785 Penna e Pacetti, su disegno di Nicola Giansimoni, fornirono le statue Religione e Carità, per l’apparato funebre della regina di Sardegna, Maria Antonia Ferdinanda, nella chiesa di S. Maria del Sudario.
Nel 1786 Penna fu eletto principe dell’Accademia di San Luca, cui donò un suo ritratto dipinto da Giovan Battista Ponfreni.
Nel 1786-88 reintegrò le due statue Apollo e Mercurio, per i Chigi. Nel 1787, su disegno di Giovanni Antinori, eseguì le due statue Europa e Asia, per l’apparato funebre del re Pietro III, in Sant'Antonio dei Portoghesi. 
Nel 1789 Penna fece una copia della Amazzone vaticana, da inviare in Polonia, e duplicò il gruppo Sileno e Bacco bambino, allora nella collezione Borghese.
Nel 1789, per la Chiesa di Santa Maria dell'Anima eseguì l’ornamento in stucco, con cherubini, putti e nuvole, di cui restano due angeli inginocchiati. Il Crocifisso, scolpito in marmo per la chiesa di San Michele ai Minoriti (Catania), è di questo periodo. Nel 1794 scolpì, in un medaglione ovale, il ritratto del Cardinale Muzio Gallo, nel Duomo di Viterbo.
Agostino Penna morì povero e l'Accademia di San Luca deliberò cinque scudi, come supplemento delle spese del suo funerale.